# Lebrón Brothers
Die Lebrón Brothers, eigentlich LeBrón Brothers, sind eine Salsagruppe puerto-ricanischen Ursprungs. Sie bestehen aus den Brüdern José, Angel, „Frankie“ Francisco und Pablo Lebrón. Zu ihren Stilrichtungen gehört Salsa, Guaguanco, Boogaloo und Latin Soul.

## Werdegang
Die Lebron Brothers stammen aus einer Musikerfamilie in Puerto Rico. Später wanderten sie in die USA aus und gründeten in den späten 1960er Jahren in Brooklyn, New York City eine Band. Die Gründungsmitglieder Angel, José, Carlos, Frankie und Pablo bildeten dabei den Gesangs- und Rhythmuspart der Gruppe. Hinzu kamen Alt- und Tenorsaxofon, Trompeten sowie Timbales. Ihr erstes Album 1967 war „Psychedelic Goes Latin“ und enthielt die Hit-Single „Mala Suerte“. Vor allem in der hispano- und afroamerikanischen Bevölkerung hatte die Gruppe großen Erfolg. 1971 folgte das Album „The Brooklyn Bums“, dessen Titel an eine Brooklyner Baseballmannschaft angelehnt war. Ausgekoppelt wurde der Hit „Apúrate“. Die Basis ihres Erfolgs beruhte auf der Kombination von Harmonie und Komposition. Auch das dritte Album „Salsa y Control“ erreichte hohe Verkaufszahlen. 1981 erlitt Pablo Lebron einen Herzanfall, so dass er sich aus dem Musikgeschäft zurückziehen musste. Seine Brüder veröffentlichten nach diesem Ereignis die Alben „Criollo“ und 1996 „I believe“.

## Diskografie
- I Believe (1970)
- Brother (1971)
- Picadillo a La Criolla (1971)
- Psychedelic Goes Latin (1971)
- The Brooklyn Bums (1971)
- Asunto de Familia (1973)
- Llegamos (1973)
- 10th Anniversary (1977)
- New Horizon (1979)
- Salsa y Control (1979)
- La Ley (1980)
- Hot Stuff (1981)
- Criollo (1982)
- El boso (1988)
- Lo Mejor (1992)
- Super Hits (1995)
- 4+1= (2000)
- Lo Mistico (2000)
- Distinto y Diferente (2000)

## Besetzung
- José LeBrón: Gesang, Komposition, Arrangement
- Angel LeBrón: Gesang, Komposition, Arrangement
- Francisco LeBrón: Congas, Perkussion
- Carlos LeBrón: Bongos, Perkussion, Glocken, Gesang, Komposition
- Pablo LeBrón: Gesang
- Gabe Gil: Alt Saxofon
- Tito Ocasio: Timbales
- Hector LeBron: Congas
- Eddie DeCupe: Trompete
- Elliot Rivera: Gesang
- Felix Rivera: Trompete